# ジョン・チョー
ジョン・ヨハン・チョー（John Yohan Cho、1972年6月16日 - ）は、大韓民国ソウル特別市生まれのアメリカ合衆国の俳優・コメディアン、ミュージシャン・声優、作家である。身長176cm。

## 来歴
韓国で生まれ、カリフォルニア州ロサンゼルスに移住した彼は、地元の高校を卒業してカリフォルニア大学バークレー校へ進学。在学中は英文学を専攻して、1996年に卒業する。その後は、アジア系アメリカ人の劇団に参加しながら、高校などで英語を教えたこともある。
しばらくして韓国人向けの雑誌やレンタカー雑誌などのモデルとして働くようになり、『チャームド』や『アメリカン・ビューティー』などのテレビ、映画などの脇役として出演。1999年のコメディ映画『アメリカン・パイ』への出演で世間にその名が知られるようになった。2004年に製作されたドタバタ・コメディ『Harold&Kumar Go to White Castle』では主役を務め、作品が大ヒット、その人気を不動のものにした。現在では、テレビドラマなどへの出演も積極的に行っており、様々な作品でその顔を見ることが出来る。またミュージシャンとしても活動しており“VIVA LA UNION”という名のバンドにも所属している。"LEFT OF ZED"は彼の前身のバンドだった。2009年の『スター・トレック』においては、ジョージ・タケイに代わりヒカル・スールーを演じている。
アジア系俳優として頭角を現して以来、アメリカ国内の雑誌で“魅力的な男性50人”や“セクシーなコリアン”などにも選ばれるほど人気が上昇している。2006年に俳優、監督として活動している日系人のケリー・ヒグチと結婚。2008年に息子が、2012年には2人目となる娘が生まれた
2009年5月12日に『スター・トレック』のプロモーションで来日を果たし、新宿で行われたジャパン・プレミアにも出席した。
2014年にチョーはロマンティック・コメディーのテレビドラマ「Selfie (セルフィー)」で、「ドクター・フー」や「ガーディアンズ・オブ・ギャラクシー」で知られるカレン・ギランと共演した。当時、アメリカのテレビ番組でロマンチックな主役を演じた最初のアジア人男性の一人だった。
2022年3月、1992年のロサンゼルス暴動の頃を舞台に、韓国からの移民の少年が主人公の児童書「Troublemaker」で作家デビューした。

## 著書
・Troublemaker（2022年）ISBN 0759554471

## 出演作品

### 映画
| 公開年 | 邦題 原題                                                                 | 役名                   | 備考                             | 吹き替え               |
| ------ | ------------------------------------------------------------------------- | ---------------------- | -------------------------------- | ---------------------- |
| 1997   | ウワサの真相/ワグ・ザ・ドッグ Wag the Dog                                 | Aide #3                |                                  |                        |
| 1998   | タイガー・ウッズ・ストーリー The Tiger Woods Story                        | ジェリー・チャン       | テレビ映画                       |                        |
| 1999   | アメリカン・パイ American Pie                                             | ジョン                 |                                  | TBA                    |
| 1999   | ビッグムービー Bowfinger                                                  | ナイトクラブの清掃員   |                                  | 清水敏孝               |
| 1999   | アメリカン・ビューティー American Beauty                                  | Sale House Man         |                                  | TBA                    |
| 2000   | フリントストーン2/ビバ・ロック・ベガス The Flintstones in Viva Rock Vegas | 駐車係                 |                                  | TBA                    |
| 2001   | 天国からきたチャンピオン 2002 Down to Earth                               | フィル                 | 日本劇場未公開                   |                        |
| 2001   | 楽園の女 Pavilion of Women                                                | Fengmo Wu              |                                  |                        |
| 2001   | エボリューション Evolution                                                | 学生                   |                                  | TBA                    |
| 2001   | アメリカン・サマー・ストーリー American Pie 2                             | ジョン                 |                                  | TBA                    |
| 2001   | クモ男の復讐 Earth vs. the Spider                                         | ハン                   | テレビ映画                       |                        |
| 2002   | ビッグ・ライアー Big Fat Liar                                             | ダスティ・ウォン       |                                  | 小野坂昌也             |
| 2002   | ソラリス Solaris                                                          | DBA Emissary           |                                  | TBA                    |
| 2003   | アメリカン・パイ3:ウェディング大作戦 American Wedding                     | ジョン                 |                                  | TBA                    |
| 2004   | Harold & Kumar Go to White Castle                                         | ハロルド・リー         |                                  |                        |
| 2004   | イン・グッド・カンパニー In Good Company                                  | ピーティ               |                                  | TBA                    |
| 2006   | アメリカン・ドリームズ American Dreamz                                    | Ittles                 |                                  | TBA                    |
| 2007   | 狼たちの報酬 The Air I Breathe                                            | バート                 | 日本劇場未公開                   |                        |
| 2008   | Harold & Kumar Escape from Guantanamo Bay                                 | ハロルド・リー         |                                  |                        |
| 2008   | キミに逢えたら! Nick and Norah's Infinite Playlist                        | Hype Man               |                                  | TBA                    |
| 2009   | スター・トレック Star Trek                                                | ヒカル・スールー       |                                  | 浪川大輔               |
| 2012   | トータル・リコール Total Recall                                           | マクレイン             |                                  | 猪野学                 |
| 2012   | アメリカン・パイパイパイ!完結編 俺たちの同騒会 American Reunion           | ジョン                 |                                  | TBA                    |
| 2013   | スター・トレック イントゥ・ダークネス Star Trek Into Darkness             | ヒカル・スールー       |                                  | 浪川大輔               |
| 2013   | 泥棒は幸せのはじまり Identity Thief                                       | ダニエル・ケイシー     |                                  |                        |
| 2014   | かぐや姫の物語（原題） The Tale of the Princess Kaguya（英題）            | 石上中納言             | 英語版吹き替え                   | 古城環（原語版の声優） |
| 2016   | スター・トレック BEYOND Star Trek Beyond                                  | ヒカル・スールー       |                                  | 浪川大輔               |
| 2016   | ゲット・ア・ジョブ 〜僕たちの就職戦線 Get a Job                           | ブライアン・ベンダー   |                                  |                        |
| 2017   | コロンバス Columbus                                                       | ジン・リー             |                                  |                        |
| 2017   | ミッシング・ガール Gemini                                                 | エドワード・アーン刑事 | 日本劇場未公開                   |                        |
| 2018   | search/サーチ searching                                                   | デビッド・キム         |                                  | 浪川大輔               |
| 2018   | 未来のミライ Mirai                                                        | おとうさん             | 英語版吹き替え                   | 星野源（原語版の声優） |
| 2019   | ビトウィーン・トゥ・ファーンズ: ザ・ムービー Between Two Ferns: The Movie | 本人                   |                                  | TBA                    |
| 2020   | ザ・グラッジ 死霊の棲む屋敷 The Grudge                                    | ピーター・スペンサー   |                                  | 浪川大輔               |
| 2020   | タイガーテール -ある家族の記憶- Tigertail                                 |                        | 兼製作総指揮、出演シーン全カット |                        |
| 2020   | フェイフェイと月の冒険 Over the Moon                                      | フェイフェイの父親     | 声の出演                         | 益山武明               |
| 2021   | ウィッシュ・ドラゴン Wish Dragon                                          | ロン                   | 声の出演                         | 杉田智和               |
| 2022   | パパに教えられたこと Don't Make Me Go                                     | マックス・パーク       |                                  | 前田一世               |
| 2023   | ゴーステッド Ghosted Ghosted                                              | レオパルド             | カメオ出演                       | 浪川大輔               |
| 2024   | They Listen                                                               |                        |                                  |                        |

### テレビシリーズ
| 放映年    | 邦題 原題                                         | 役名                 | 備考                   | 吹き替え |
| --------- | ------------------------------------------------- | -------------------- | ---------------------- | -------- |
| 1998      | フェリシティの青春 Felicity                       | ラリー               | 1エピソード            |          |
| 1998      | チャームド Charmed                                | マーク               | 1エピソード            |          |
| 2001-2002 | Off Centre                                        | Chau Presley         | 28エピソード           | N/A      |
| 2003      | キム・ポッシブル Kim Possible                     | ヒロタカ             | 声の出演               |          |
| 2005      | Dr.HOUSE House M.D.                               | ハーヴィー           | 1エピソード            |          |
| 2005-2006 | キッチン・コンフィデンシャル Kitchen Confidential | テディ・ウォン       | 10エピソード           |          |
| 2006      | グレイズ・アナトミー 恋の解剖学 Grey's Anatomy    | ストーン             | 1エピソード            |          |
| 2006-2011 | アメリカン・ダッド American Dad!                  | ヴィンス             | 3エピソード            |          |
| 2007      | ママと恋に落ちるまで How I Met Your Mother        | ジェフ・コーツワース | 1エピソード            | N/A      |
| 2007      | アグリー・ベティ Ugly Betty                       | ケニー               | 3エピソード            |          |
| 2009-2010 | フラッシュフォワード FlashForward                 | ディミトリ・ノウ     | 22エピソード           | 猪野学   |
| 2011      | 30 ROCK/サーティー・ロック 30 Rock                | ローン               | 1エピソード            | N/A      |
| 2012-2013 | Go On                                             | スティーヴン         | 15エピソード           | N/A      |
| 2013-2014 | スリーピー・ホロウ Sleepy Hollow                  | アンディ・ブルックス | 7エピソード            |          |
| 2014      | セルフィー Selfie                                 | ヘンリー・ヒッグス   | 13エピソード           |          |
| 2018      | エクソシスト 孤島の悪魔 The Exorcist              | アンドリュー・キム   | シーズン2 10エピソード | 浪川大輔 |
| 2019      | トワイライト・ゾーン The Twilight Zone            |                      | シーズン1第5話「神童」 | 川島得愛 |
| 2021      | カウボーイビバップ Cowboy Bebop                   | スパイク・スピーゲル | 10エピソード           | 山寺宏一 |
| 2023      | アフターパーティーシーズン2 The Afterparty        | Ulysses              | 10エピソード           | 浪川大輔 |
| 2023      | Praise Petey                                      | Bandit (声の出演)    | 10エピソード           |          |

## 日本語吹き替え
『スター・トレック』で浪川大輔が起用されて以降は、浪川が声を充てている事が多い。